# Sokolivka, Vilneansk
Sokolivka (în ucraineană Соколівка) este un sat în comuna Mîhailivka din raionul Vilneansk, regiunea Zaporijjea, Ucraina.

## Demografie
Componența lingvistică a localității Sokolivka
     Ucraineană (66,67%)
     Rusă (32,7%)
     Alte limbi (0,32%)
Conform recensământului din 2001, majoritatea populației localității Sokolivka era vorbitoare de ucraineană (66,67%), existând în minoritate și vorbitori de rusă (32,7%).